# Бранислав Иконић
Бранислав Иконић (Горње Црниљево, 21. јун 1928 — Београд, 16. јануар 2002) био је друштвено-политички радник СФР Југославије и СР Србије.

## Биографија
Бранислав Иконић рођен је 21. јуна 1928. године у Горњем Црниљеву код Осечине. Завршио је Електротехнички факултет у Београду. Инжењер електротехнике. Радио је у „Вискози“- Лозница као инжењер, технички и генерални директор предузећа до 1965. године, а затим је био потпредседник и председник Републичке привредне коморе Србије.
Био члан Председништва конференције Социјалистичког савеза радног народа Југославије, потпредседник Савеза привредне коморе, члан Среског комитета Савеза комуниста Југославије, посланик Већа произвођача Савезне скупштине, посланик Привредног већа Скупштине СР Србије, потпредседник, а затим председник Извршног већа СР Србије од 5. маја 1982. до 6. маја 1986. године. Од маја 1986. до маја 1988. године био је председник Скупштине СР Србије.
Уз Богдана Богдановића и Дражу Марковића, један је од ретких српских политичара који се после Осме седнице ЦК СКС и смене Ивана Стамболића није приклонио струји Слободана Милошевића.
Умро је 16. јануара 2002. године у Београду.